# A New Kind of Science

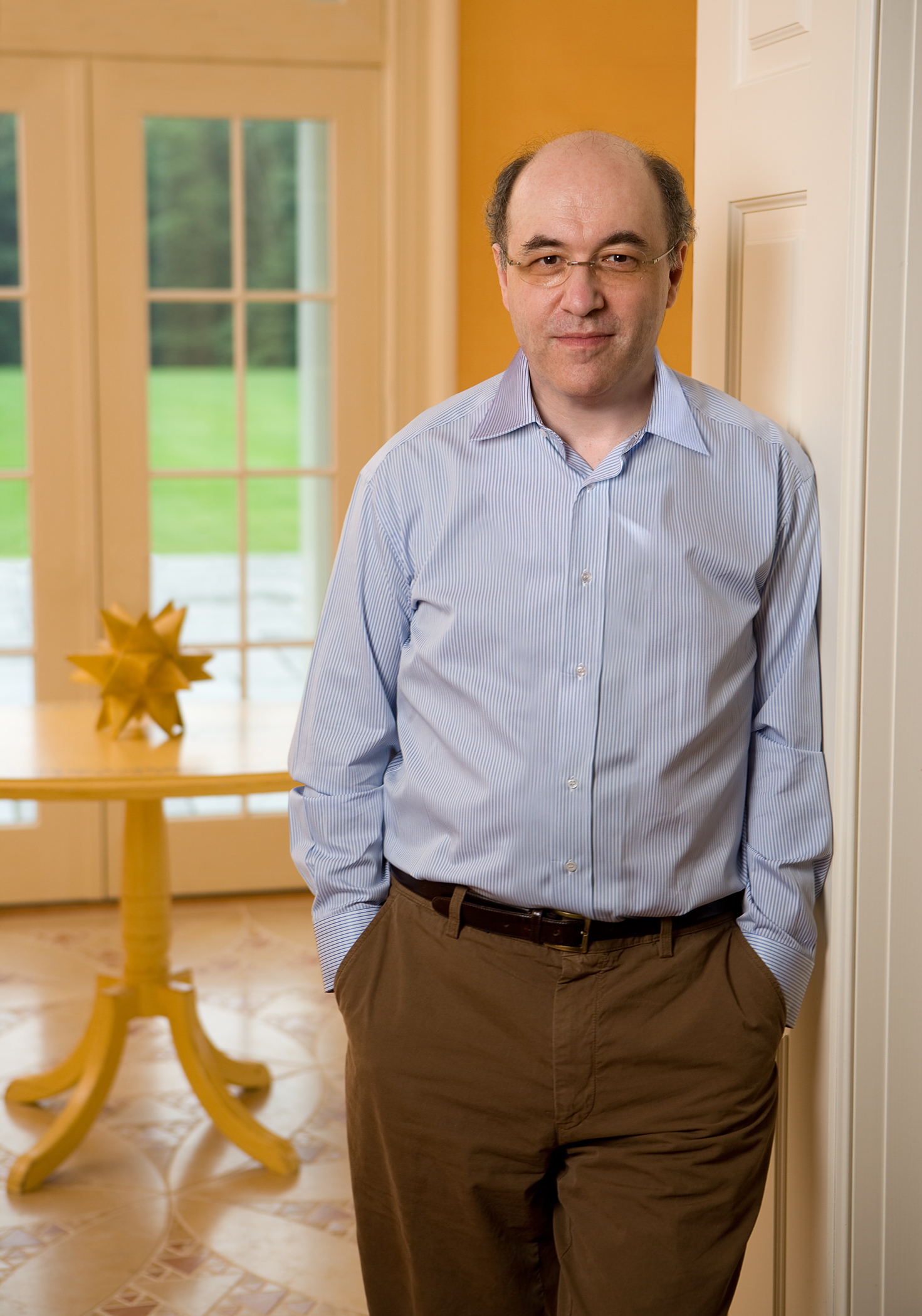
Stephen Wolfram (2008)

A New Kind of Science ist ein Werk des britischen Physikers und Informatikers Stephen Wolfram.

## Inhalt
Das Buch ist als empirische Untersuchung von dynamischen Systemen wie beispielsweise zellulären Automaten angelegt. Wolfram nennt die von ihm untersuchten Systeme simple programs und vertritt die These, dass die Methoden zur Untersuchung dieser Programme wissenschaftstheoretische Bedeutung für andere Forschungsfelder wie etwa Biologie, Physik und Sozialwissenschaften haben.
Wolframs Thesen sind in der Scientific Community umstritten und haben vielfach Kritik hervorgerufen. Das Buch war bei seinem Erscheinen 2002 ein Bestseller.

## Rezeption
A New Kind of Science hat in der angelsächsischen Welt eine vergleichsweise große mediale Aufmerksamkeit erfahren und wurde in Artikeln von The New York Times, Newsweek, Wired, und The Economist rezensiert.
Zusätzlich wurde es in wissenschaftlichen Periodika rezensiert, wo es für seine Anspruchslosigkeit und Mangel an originären Ideen kritisiert wurde. Andere Rezensionen sprechen von anregenden neuen Ideen.
Wolfram selbst hat darauf in diversen Blog-Postings reagiert.